# Heilig-Kreuz-Kapelle (Kreuzberg)

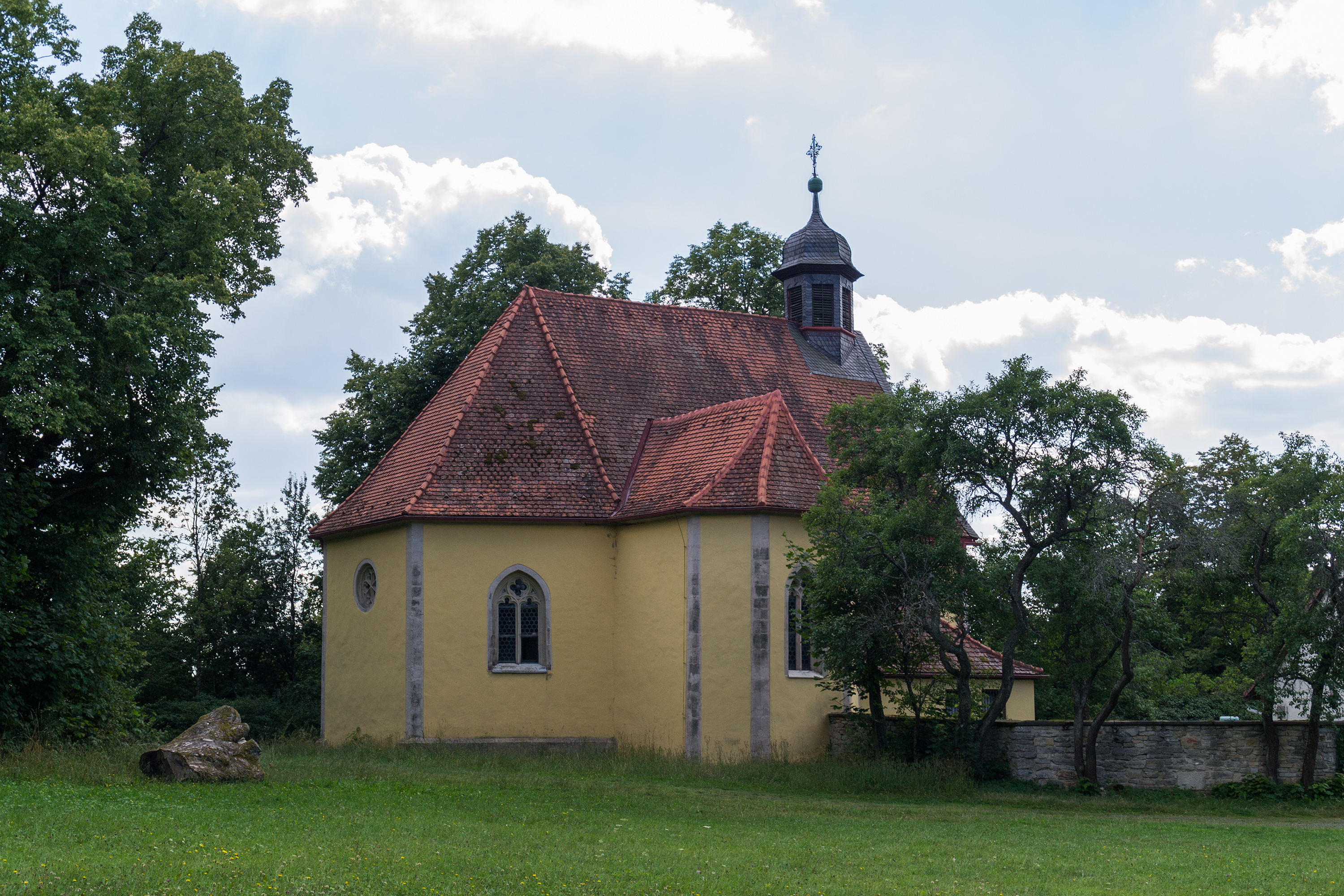
Heilig-Kreuz-Kapelle

Die römisch-katholische, denkmalgeschützte Wallfahrtskirche Zum Heiligen Kreuz steht in Kreuzberg, einem Gemeindeteil des Marktes Marktrodach im oberfränkischen Landkreis Kronach. Das Bauwerk wurde 1645 als Kapelle geweiht. Die Kirche gehört zum Seelsorgebereich Kronach im Dekanat Kronach des Erzbistums Bamberg.

## Beschreibung
Der Bau der Wallfahrtskirche geht auf ein Versprechen der Kronacher Bürgerschaft zurück. Diese hoffte durch die Errichtung eines hohen Kreuzes und einer Kapelle auf dem damals Weinberg genannten Kreuzberg von einer Pestepidemie verschont zu werden, die während des Dreißigjährigen Krieges in den Jahren 1626 bis 1634 über 700 Todesopfer in der Stadt gefordert hatte.
Mit dem Bau der Saalkirche, die in einem Stilgemisch aus gotischen und barocken Elementen entstand, wurde wohl 1638 begonnen, 1645 war das Gebäude fertiggestellt und wurde geweiht. In den Jahren 1659 bis 1661 wurde die Saalkirche zur Kreuzkirche erweitert, indem zwischen dem Langhaus und dem dreiseitig geschlossenen Chor ein Querschiff eingefügt wurde, in dessen Querarmen sich Kapellen befinden. Aus dem Satteldach des Langhauses erhebt sich ein sechseckiger, schiefergedeckter, mit einer Zwiebelhaube bedeckter Dachreiter, der den Glockenstuhl beherbergt. Über dem Eingangsportal an der Frontseite befindet sich das Wappen des Bamberger Fürstbischofs Franz von Hatzfeld.
Der Dachreiter entstand wahrscheinlich als Ersatz für einen Fassadenturm, der wohl bis etwa 1840 vor dem Eingangsportal angebaut war. Es ist unklar, ob dieser Fassadenturm nachträglich errichtet wurde, um Portal und Wappen vor Witterungseinflüssen zu schützen; möglicherweise entstand er bereits 1638 und Portal und Wappen wurden erst nach dessen Abbruch an ihren heutigen Standort versetzt.
Die Altarretabel in den Kapellen stammen von Johann Joseph Scheubel II.